# واکنش‌های آلی (نشریه)
واکنش‌های آلی یا ارگانیک ری‌اکشنز یک مجموعه‌ کتاب‌ با داوری همتا است که در سال ۱۹۴۲ منتشر شد. این مجموعه شرح مفصلی از واکنش های آلی مفید را منتشر می کند. هر مقاله (که به نام فصل شناخته می شود) یک مقاله مروری از منابع اولیه برای هر واکنش است، و آن را به یک منبع سطح دوم یا سوم تبدیل نموده است. هر فصل به بررسی جنبه‌های عملی و نظری واکنش، از جمله گزینش‌پذیری و تکرارپذیری آن می پردازد. طولانی‌ترین فصل دارای ۱۳۰۳ صفحه است. در حالی که مقالات جداگانه آن دسترسی آزاد ندارند، وبسایت ویکیِ مجله مخزن خلاصه‌ای از واکنش‌ها را نگهداری می کند. این مجموعه در اسکوپوس چکیده و نمایه شده است.